# Бистренска джамия
Бистренската джамия (на македонска литературна норма: Бистренска џамија) е мюсюлмански храм в демиркапийското село Бистренци, в централната част на Северна Македония.
Джамията е разположена във Вардарската махала на Бистренци, на мегдана. Изградена е в османско време. Близо до нея в миналото е имало кула.